# 玫瑰斜口鱥魚
玫瑰斜口鱥魚（學名：Clinostomus funduloides）為輻鰭魚綱鯉形目雅羅魚科斜口鱥魚屬的其中一種，分布於北美洲美國賓夕法尼亞州的德拉瓦河流域下游到喬治亞州的賽凡那河流域、懷俄明州、維吉尼亞州，俄亥俄州南部、肯塔基州、田納西州、北卡羅萊那州、阿拉巴馬州與密西西比州的俄亥俄河流域，本魚體延長且側扁，口大而斜，鼻子長而尖，尾鰭大而分叉，側線明顯，側線鱗43-57枚，體上面橄欖色，背面有深色條紋，上側有深色邊緣鱗片，大型個體側面散佈黑色斑點，下側白色、橙色或紅色，繁殖期雄魚上面有深藍色，下面有明亮的磚紅色，體長可達11.5公分，棲息在礫石底質的溪流淺水域，生活習性不明。

## 扩展阅读
維基物種上的相關：玫瑰斜口鱥魚